# Disc AZ
Disc AZ (souvent graphié Disc'AZ) est un label musical français, créé en 1963 par Lucien Morisse, directeur des programmes d'Europe 1. D'ailleurs, les locaux de cette maison de disques étaient à la même adresse que les bureaux et studios de la radio périphérique, c'est-à-dire au 26 bis rue François 1er, près des Champs-Élysées. Rebaptisé simplement AZ dans les années 1970, il est racheté par Musidisc le 29 juin 1984, puis par le groupe Universal à la fin des années 1990, réactivant ensuite l'étiquette AZ avec un nouveau répertoire à partir de 2002.
Il avait pour principaux artistes dans les années 1960, Pierre Barouh, Brigitte Bardot, David Christie, Christophe, Nicole Croisille, Pascal Danel, Eileen, Gilles Dreu, Danyel Gérard, Michel Laurent, Gilles Marchal, Guy Mardel, Michel Polnareff, Romuald, les Sunlights, Dominique Walter, Arlette Zola puis dans les années 1970, Isabelle Mayereau, Gérard Palaprat, Michèle Torr, C. Jérôme, Crazy Horse (licence Elver).